# На дальней станции сойду (очерк)
Бывший командир артиллерийской батареи долго стоял в отрешенном безмолвии. И наконец каким-то упавшим голосом сказал: — Какая земля! И какой ценой за нее заплачено… Бились за каждый метр. Сколько братских могил на этих холмах! А нынешние уходят, оставляют её, даже не оглянувшись.
Почему же это происходит? Разве об этом мечтали деды и отцы этих ребят, когда отправлялись на фронт, поднимали опустошённые деревни, всем миром отстраивали новые дома?
«На дальней станции сойду» — очерк Евгения Носова, впервые напечатан в 1984 году в «Литературной газете».

Есть у Е. И. Носова рассказ «На дальней станции сойду», где наблюдая за многочисленным людским потоком из пригородных электричек, он говорит с горечью о миграции населения из сел и деревень в город, о стремлении молодежи порвать с отчим домом, с родными местами.— 

## Содержание
Курская область, безымянная железнодорожная станция (даже не разъезд, а лишь пост «носящий порядковый номер, исчисляемый количеством километров от Москвы»). Автор, рассматривая ожидающих вечернюю воскресную электричку в город, пытается угадать — кто они и зачем едут?
Вначале случайные пассажиры: пять-шесть горожан-грибников; командировочный, видимо мелкий чиновник переполненный чувством высокого самомнения — «субъект был заметно угощен, видимо, перепала какая-то служебная мзда»; две молодые цыганки-торговки пристающие к ожидающим пассажирам, кроме одной женщины в чёрном платке.
Остальные — более сотни человек — устойчивая и однородная, хотя и имеющая свою внутреннюю дифференциацию, клиентура станции — местные сельские жители, работающие в городе. Среди них немного таких, кто уже прочно обосновался в городе, и заглядывающих изредка просто на два выходных — отдохнуть и прихватить деревенских продуктов, а в основном — это те у кого пока нет своей квартиры в городе, и они там лишь на «отхожем промысле», но мечтающие перебраться:

Все они — кто как и кто где — устроились и приладились в городе: шоферить, слесарить, монтерить, штукатурить, малярить, бульдозерить или просто чего-нибудь носить, копать, сторожить, а женщины — по столовым, больничкам, мойкам, прачечным, лоткам, погребам, лифтам и т. п. Среди всех этих видов услуг и занятий весьма ценятся всякие вахты и дежурства, так чтобы сутки отбыть, зато двое суток дома.
Как выясняется из услышанного разговора, пределом мечтаний и верхом успеха у них считается получить должность в органах власти, хотя бы в милиции:

Все тебя боятся, а ты — никого. К любому подойти имею право: «Ваши документики!» Любую вещь достать смогу: хоть из еды, хоть из дефицита. И звания: положенное отбацал — получай старлея, еще срок послужил — уже капитан… А комбайнер и сегодня, и завтра — все комбайнер… До самой берёзки. Ванькой родишься — Ванькой и помрешь.
Но наибольший интерес у автора вызывает многочисленная едущая в город сельская молодёжь, и его наблюдения за новым поколением составляют основу очерка.
Тут же автор вспоминает, как недавно со своим другом — фронтовиком Михаилом Степановичем Шороховым, а ныне художником, в поисках подходящего ландшафта для полотна о Курской битве, забрались в здешних местах подальше от железной дороги — к селу Николаевка. Несмотря на плодородные земли и благодатную природу, село оказалось заброшено:

На душе было как-то не по себе, такое ощущение, как если бы кто-то пристально, пронизывающе глядел в спину. Оборачиваюсь — и неприятный холодок пробегает под рубашкой: из-под старых деревьев, сквозь заросли вишенника глядела изба пустыми глазницами оконных проемов… Такая же пустоглазая мерещилась сквозь кусты справа. А от той, что слева, остались лишь стены. Во дворе еще не успевшие одичать яблони, на меже сочно рдеет малина, и даже весело, празднично вымахал и расцвел на огороде ничего не подозревающий подсолнух.
Неужто ушли, ни на что не оглянувшись? Да, ушли…

Размышляя о масштабах, причинах и следствиях миграции деревенского населения в город, автор приходит к неутешительным выводам.

## Критика
Жанр произведения определить сложно («рассказ, очерк, эссе?»), иногда произведение относят к очерковой прозе, но к такому роду публицистики, которая носит не единовременный утилитарный смысл и освещает конкретные, временные вопросы, а ставит главной целью психологические и нравственные проблемы.
Очерк резко выделяется из произведений Евгения Носова — так Валентин Курбатов в журнале «Подъем» заметил, что хотя тема преемственности поколений затрагивается в творчестве писателя, но даже в рассказах «Синее перо Ватолина» — о событиях войны, и «Алюминиевое солнце» про Колюшу, писатель не ставит прямо вопрос и не даёт оценок:

И только раз, в очерке «На дальней станции сойду…» не удержится, видя, как сиротят землю крестьянские дети, как всеми способами бегут в город… Только там «отомстит» за своего Кольшу прямым наименованием зла… Только раз — от слишком горькой боли.
Произведение относится ко второму периоду творчества писателя — периоду расцвета и признания, и считается, что очерк по праву пополнил сокровищницу русской публицистики.
Очерку была дана высокая оценка: «Прекрасным, но проникнутым болью» назвал очерк главный редактор жунала «Волга» Николай Шундик, такое же мнение высказано многими критиками, отмечавшими, что писатель справился с нехарактерным для него жанром, и его обращение к жанру очерка было вызвано необходимостью:

Последняя большая работа Евгения Носова — а пишет он, видимо, мало и печатается в последнее время весьма скупо, — очерк «На дальней станции сойду…», заставляет вспомнить лучшие страницы русской публицистики. Такие произведения не создаются по какому-либо заказу или чьему-то стороннему желанию. Они рождаются естественно, как итог трудных, очень трудных раздумий над самыми острыми, самыми жизненными вопросами, которые поставило перед писателем время. Не случайная прихоть, не желание испробовать свою силу в новом жанре заставляли всегда настоящих писателей отойти на время от создаваемого ими художественного мира и прямо, непосредственно, откровенно сказать о наболевшей проблеме, а то чувство, которое Лев Толстой определил гениально просто: «Не могу молчать!».— литературовед В. П. Енишерлов, журнал «Огонёк», 1985 год

Конечно же, Носов всей своей судьбой связан с селом, и все его мысли прежде всего о земле, о крестьянском доме, о том, что происходит, творится с селянами. А происходит что-то неладное. В одном из лучших своих очерков «На дальней станции сойду…» Носов размышляя о молодом поколении, пишет, что многие нынешние парни и девчата стыдятся крестьянской родословной, тайно, про себя, клянут судьбу, что, что родились в какой-то Никодимовке или Кудасовке, стыдятся обычаев своей земли.— главный редактор газеты «Литературная Россия» Вячеслав Огрызко 2010 год

Кто идет на смену вчерашнему мужику и что за человек ожидает нас в будущем? — на эти вопросы не могут ответить произведения для детей. Здесь нужны серьезные усилия «взрослой» литературы, и этот пробел в меру сил и возможностей Е. Носов и восполняет, с тревогой глядя на беспризорные избы и на крестьянских сыновей и дочерей, осаждающих по воскресным дням электрички, болтающихся между городом и деревней и утрачивающих трудовые навыки отцов и их ценностные ориентиры в жизни (очерк «На дальней станции сойду…»).— В. В. Васильев, литературовед, кандидат филологических наук, ведущий научный сотрудник ИМЛИ РАН, 1988 год
В 1987 году в журнале «Наш современник» появилась статья объясняющая обращение писателей в период «перестройки» к публицистике необходимостью оперативного выхода на читателя, в связи с остротой вставших проблем, когда другие формы и жанры не подходили из-за срочности — решение уже «нельзя оставить на потом», на художественную обработку текста уже нет времени:

Потому что каждая из них — вопрос жизни и смерти общества, человечества в целом. Сейчас если читать, то о главном:
«…Господи, до чего дожил сын крестьянский! — облил бензином лошадь и поджег се, бедную животину!» Это была, пишет Евгений Носов, «…та самая лошадь, предки которой мчались в яростные сабельные атаки конармейских буденновских лавин; что потом поднимали из разрухи выстоявшую Россию…»
Что же будут делать эти юные изверги, когда, привязанное проволокой к дереву, станет корчиться, охваченное ревущим огнем животное, — что же они будут делать? И это — мы, люди?.. Так что же с нами происходит? Известный шукшинский вопрос и сегодня остается актуальным — не надо думать, что перестройка произойдет прежде, чем перестроимся мы сами.

Каждой, раскаленной добела, строкой своего очерка «На дальней станции сойду…» Евгений Носов говорит: все! дальше — погибель, если дети «усвятских шлемоносцев» докатились до такого вандализма. Это даже не «точка» (болевая). Это разверзнутая рана души. Боль, с какой пишет об этом Евгений Носов, ощущается почти физически.

### Поставленная очерком проблема
Очерк вызвал ряд откликов, и споры о причинах обозначенной автором проблемы. Так, писатель И. А. Васильев в своей статье в журнале «Роман-газета» писал:

А вот писатель Евгений Носов дал всем нам пример удивительно точного и глубокого социального зрения. В великолепном очерке «На дальней станции сойду» он вскрыл глубинную суть явления, которое ученые называют миграцией сельского населения, а попросту говоря, повального ухода молодых людей из деревни. Человек стремится не к своему делу, в котором он наиболее смышлен и умел, и даже вовсе не к делу он стремится, а к ложным благам, к примитивным удовольствиям, к скорейшему получению их без особого преодоления.
Однако, литературный критик Владимир Кардин заметил недостаток очерка — Носов обозначает проблему, но не проясняет причину, а ведь, во-первых, процесс опустения деревни начался «не сегодня», да и сам писатель — отнюдь не деревенский житель, а сам «беглец» из деревни, и проблема гораздо многоплановей:

Е. Носов пишет о бегстве сельской молодежи в город, где зачастую пополняет и без того мощные ряды халтурщиков и ловчил. О пустых избах, заброшенных садах. Мне внятна тревога писателя ещё и потому, что курская глубинка — о ней речь — памятна по сорок третьему году, по боям на Тепловских высотах, у Самодуровки и Молотычей, когда нам, раненым, крестьянки приносили корзины с яблоками, миски с малиной, стирали и латали наши пропотевшие, заскорузлые от крови гимнастерки. А их внуки, не оглядываясь, не печалясь, махнули рукой на отчие земли, и пустеют тяжким трудом восстановленные деревни, в садах, уцелевших среди огня, дичают яблони, трава забивает малинник… Но, признаюсь, напряженно читал я не только из-за этой кровной причастности (на Тепловских холмах высится памятник павшим здесь бойцам нашей 140-й дивизии) и не потому даже, что знал: проблема из коренных.

Как Е. Носов доходит до сути? В чём видит исходную причину? Ему ли не знать, что «горький парадокс» отражает лишь верхний, легко доступный глазу слой многослойного процесса, начавшегося не сегодня, не всегда зависящего от чьих-либо субъективных побуждений. Е. Носову, как и как и каждому из нас, не составляет труда назвать имена «беглецов», достойно обретших себя в городе. Или имена «беглецов во втором поколении».
Экономист М. Ф. Антонов заметил, что первопричиной миграции в город является научно-техническая революция, имеющая при ряде условий и негативную сторону — цепочку причин и следствий: технический прогресс — узкая специализация работников — сужение их мировоззренческого горизонта — распространение массовой культуры — безразличие к вопросам нравственности — халатное отношение к труду. И в итоге результат НТР — материальное благополучие, растущий уровень жизни, оборачивается снижением культуры, изменением потребностей и системы ценностей:

Но изобилие наступает, ставит людей перед «испытанием достатком», которое, увы, многие не выдерживают. Вот какое суждение об одной из прослоек нашей современной молодежи можно вынести из очерка писателя Евгения Носова «На дальней станции сойду…»: им уже не до любви к земле, напротив, они стыдятся своих корней, крестьянского происхождения, их влечет в город даже не заработок или лучшее снабжение, а стремление к легкой жизни. Но и там они, не усвоившие традиций и трудовой этики, самосознания и достоинства рабочего человека, культуры городского общежития, в большинстве своем станут не мастерами, а халтурщиками, создадут благоприятную среду для шабашки, воровства и спекуляции.

Увы, опыт общения с молодым пополнением, поступающим в города из сел в последние годы, убеждает в справедливости многих наблюдений Носова. Незаметно и постепенно в рамках общества складывался особый и все более ширящийся круг людей, потребительски настроенных и ориентированных на «массовую культуру», с пренебрежением относящихся к подлинным культурным ценностям («Кому он нужен, этот Ленский?»).
Меткость ряда замечаний писателя в очерке отметил один из ведущих специалистов по миграции населения и демографическим проблемам в СССР, учёный и публицист В. И. Переведенцев.

### Отзывы читателей
— Прочитала Ваш изумительный очерк «На дальней станции сойду», и нет слов, чтобы выразить состояние ума и души при чтении… Только плачу… Но — не погибла же она, Россия! Не погибла… Однако, странно и страшно: что не смогли сделать враги за столетия огнем и мечом (обезлюдить землю, чтобы она поросла чертополохом, одичала и заглохла), произошло само по себе, в силу, так сказать, объективных причин.
На очерк поступило множество писем со всех уголков страны.
Так, например, в газете «Сельская новь» за 1986 году учитель русского языка Юрий Сыромля из деревни Лопшеньга по поводу рассказанного писателем в очерке указал: «Мрачную он нарисовал картину», но заметил, что вина в таком положении дел не только и не столько на сельской молодёжи, отмечая, что ими никто не занимается — в клубах они предоставлены сами себе: «потом запоздало спохватываемся и начинаем корить, ужасаться».
Читатель М. Чусовитин из Ангарска писал, что рассказ достоверен, в нём много типичного, и аналитичностью толкает ко многим размышлениям и выводам, а читательница Прилежаева из Москвы в письме автору говорила:

Из деревни бегут, они пустеют, жизненный уклад русской деревни разрушен. Это, к сожалению, известно. Но то, что Вы говорите в рассказе «На дальней станции сойду…» об ущербе, наносимом тысячами людских потоков из деревни в город и обратно, — сказано вслух едва ли не впервые. Простой народ об этом знает, а кто-то ведающий нашим существованием — нет, или не хочет знать… Как помочь? Чем помочь? Никто не утруждает себя старанием изменить ситуацию к лучшему. Услышат ли Ваш голос?..

## Издания
Впервые очерк был опубликован в 1984 году в «Литературной газете», затем напечатался в сборниках и собраниях сочинений писателя.
- На дальней станции сойду //«Литературная газета». — 8 августа 1984.
- На дальней станции сойду // Журнал «Подъём», № 1, 1985.
- На дальней станции сойду… : Очерки / Евгений Носов. — М.: Правда (серия «Библиотека „Огонек“» № 43), 1986. — 46 с.
- На дальней станции сойду… : Рассказы / Евгений Носов; Рис. Л. Башкова, Ю. Далецкой. — М.: Детская литература (серия «Библиотека юношества»), 1987. — 269 с. — Тираж 100 000 экз.
- На дальней станции сойду // Носов Е. И. Избранные произведения: в 2 т. — Художественная литература, 1989. — 511 с.
- На дальней станции сойду // Журавлиный клин: рассказы, повести, миниатюры / Евгений Носов. — Воскресенье, 2000. — 755 с. — С. 481.
- На дальней станции сойду // Носов Е. И. Собрание сочинений: в 5 т. — Т. 3. — М.: Русский путь, 2005. — С. 210—223.

## Комментарии
1. ↑  Отсылка к опубликованному в середине 1980-х годов газетой «Комсомольская правда» письма старшеклассников «Кому он нужен, этот Ленский?». В этом письме молодые люди выражали недоумение по поводу того, что в век НТР и покорения космоса им приходится тратить время на чтение и изучение по их мнению никому не нужных, устаревших книг, вроде «Евгения Онегина».